# Carl Gotthelf Glaeser der Jüngere
Carl Gotthelf Glaeser (der Jüngere) (* 4. Mai 1784 in Weißenfels; † 16. August 1829 in Barmen) war ein deutscher Komponist und Musikdirektor in Barmen.

## Familie
Glaeser ist der Sohn des Weißenfelser Komponisten und Kantors an der Stadtkirche Carl Ludwig Traugott Glaeser (1747–1797) und der Amalie Marie Ziesche (1756–1832). Sein Großvater war der Rektor und Kantor in Ehrenfriedersdorf Carl Gotthelf Glaeser der Ältere (1715–1792).

## Werdegang
Glaeser erhielt seinen ersten Unterricht beim Vater, besuchte die Thomasschule in Leipzig, war 1813/1814 Kriegsfreiwilliger in den Befreiungskriegen und wurde 1815 Musikdirektor in Barmen. Er begründete eine Musikalienhandlung und -Leihanstalt. Er schuf zahlreiche Liederbücher und musikalisch-theoretische Werke, komponierte Kirchengesänge, Motetten und Choräle.

## Kompositionen
- Große Phantasie Die große Völkerschlacht bei Leipzig
- Große Phantasie Die Schlacht bei Belle Alliance
- zahlreiche Kinderlieder
- zahlreiche Kirchenlieder, darunter u. a. Mein Mund besinge tausendfach den Ruhm des Herrn der Welt